# João Afonso de Portugal
João Afonso de Portugal ou João de Portugal (primeiro semestre de 1156 - 25 de agosto de 1163) foi um infante de Portugal, 6.º filho, 3.º varão de Afonso I de Portugal e de Mafalda de Sabóia. Nada se sabe deste infante, para além da sua morte no dia 25 de agosto, segundo o livro dos Óbitos de Santa Cruz ("Octavo Kalend. Septembris obijt Ioannes Infans Donni Alfonsi Regis Portugalliæ, et donnæ Mafaldæ reginæ filius").